# زیمون لورنز
زیمون لورنز (انگلیسی: Simon Lorenz؛ زادهٔ ۳۰ مارس ۱۹۹۷) بازیکن فوتبال اهل آلمان است.
از باشگاه‌هایی که در آن بازی کرده‌است می‌توان به باشگاه فوتبال بوخوم اشاره کرد.